# Metyletylketon
Metyletylketon (MEK), även känt som etylmetylketon eller 2-Butanon, är en organisk förening med formeln CH3(CO)CH2CH3. Denna färglösa flytande keton har en skarp, söt doft som påminner om smörkola och aceton. Ämnet produceras industriellt i stor skala, och förekommer även i små mängder i naturen.

## Framställning
Metyletylketon tillverkas genom dehydrogenering av 2-butanol med hjälp av en katalysator gjord av koppar, zink eller brons:
{\displaystyle {\rm {CH_{3}CH(OH)CH_{2}CH_{3}\rightarrow CH_{3}C(O)CH_{2}CH_{3}+H_{2}}}}
På det här sättet produceras ungefär 700 miljoner kg årligen. Andra sätt som har undersökts men ej genomförts inkluderar Wacker-oxidation av 2-buten och oxidation av isobutylbensen.
Metyletylketon biosyntetiseras av vissa träd och återfinns i vissa frukter och grönsaker i små mängder. Det släpps även ut i atmosfären genom avgaser från fordon.

## Användning
Metyletylketon löser många ämnen och används som lösningsmedel i processer för gummi, kåda, cellulosaacetat, beläggningar av cellulosanitrat och vinylfilmer. Av denna anledning används ämnet för att tillverka plaster, textilier, paraffinvax, och i hushållsprodukter såsom lack, fernissa, färgborttagningsmedel, som denatureringsmedel för teknisk sprit, lim, samt rengöringsmedel. Metyletylketon används även i whiteboardpennor som lösningsmedel.
Ämnet används också som reaktant för att framställa metyletylketonperoxid, en katalysator för vissa polymerisationsreaktioner.

## Hälsoeffekter
Metyletylketon är irriterande och kan ge torr hud och hudsprickor. Ämnet är mycket brandfarligt.